# سیارک ۸۳۱۴
سیارک ۸۳۱۴ (به انگلیسی: 8314 Tsuji، نامگذاری:1997US8) هشت هزار و سیصد و چهاردهمین سیارک کشف شده‌است که در ۲۵ اکتبر ۱۹۹۷ کشف شد.
قدر مطلق سیارک برابر ۱۳٫۱۰ است.